# Lettiera (zootecnia)

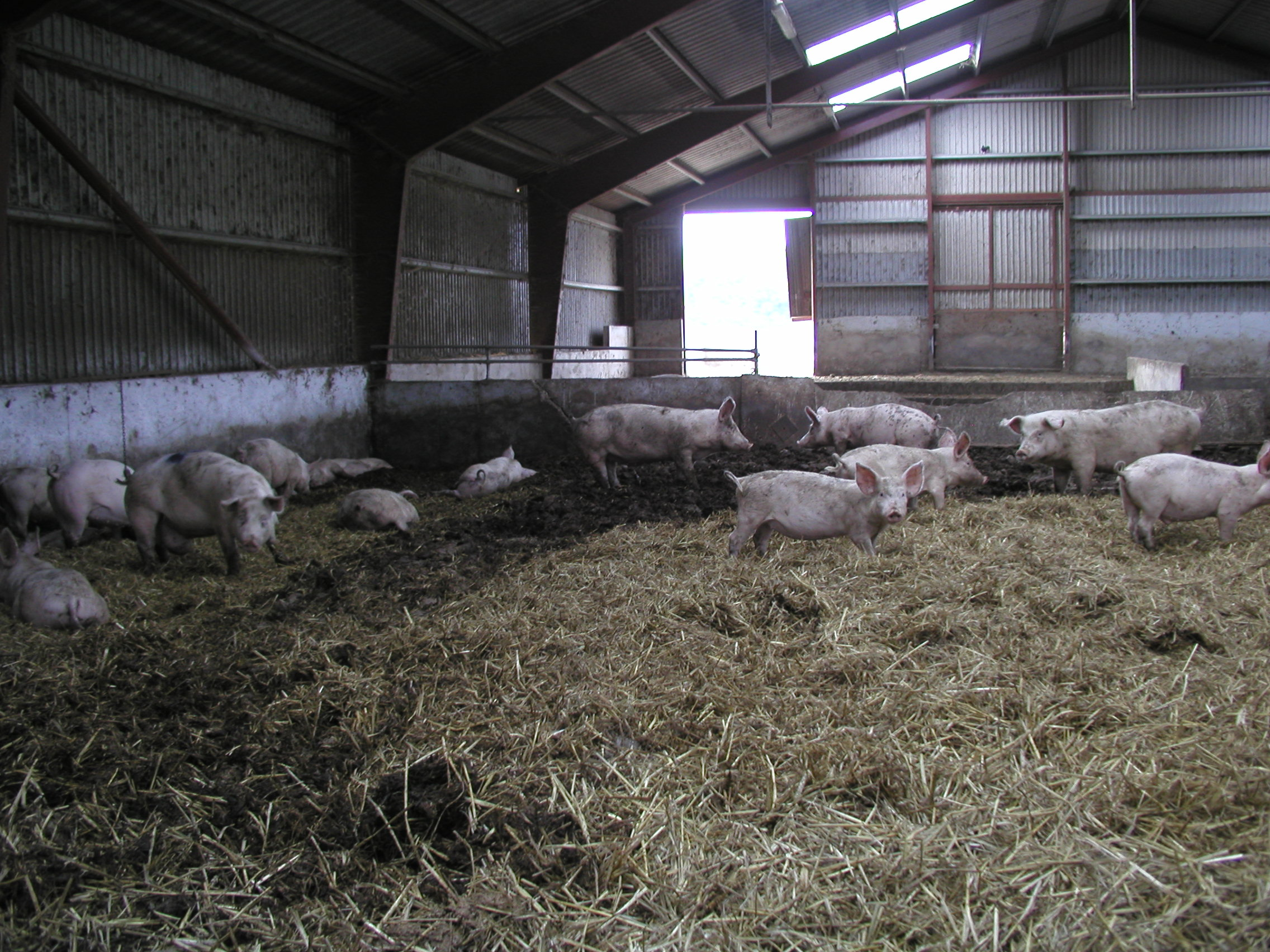
Suini allevati su una spessa lettiera di paglia

La lettiera, dal punto di vista zootecnico, è lo strato di materiale sul quale gli animali di allevamento riposano e fanno i propri bisogni.

## Funzioni
La principale funzione svolta dalla lettiera è quella di garantire un ambiente confortevole all'animale, assicurando un certo isolamento termico ed evitando il contatto diretto con la pavimentazione della stalla o, in generale, della struttura nella quale è ospitato l'animale. La lettiera inoltre deve potersi miscelare con le deiezioni solide e liquide mantenendo la propria superficie sufficientemente asciutta e prevenendo lesioni e infezioni degli arti. La funzione di assorbire feci e urina diventa esclusiva o predominante nel caso dell'allevamento di alcuni animali da compagnia come cani e gatti. Nel caso di animali che vivono in appartamento per la lettiera risulta anche importante la funzione di limitare gli odori degli escrementi.

## Esigenze delle diverse specie
La quantità e il tipo di materiale di cui è composta la lettiera dipendono non solo dalla specie allevata ma anche dalle tecniche zootecniche utilizzate. La presenza di una lettiera adeguata assume particolare importanza nell'allevamento intensivo con stabulazione permanente degli animali.  Anche la periodicità nella rimozione della lettiera e delle deiezioni in essa contenute varia di molto a seconda del tipo di allevamento praticato.
- pollame: nel caso del pollo da allevamento vengono in genere utilizzati paglia (di frumento o di riso) o trucioli di legno. Tra le funzioni svolte dalla lettiera in questo tipo di allevamento c'è quella di consentire al pollame di razzolare, attenuando almeno in parte il disagio legato all'allevamento in ambienti confinati.[1]
- gatti e cani di piccola taglia: nel caso di gatti e cani di piccola taglia allevati in appartamento vengono in genere preferite lettiere a base di vari tipi di argilla, oppure terra, sabbia o ancora preparati a base di legno o fibra vegetale; la lettiera in questo caso va collocata in contenitori abbastanza profondi in modo da permettere all'animale di mettere in atto il naturale istinto di coprire i propri escrementi.[2]
- suini: dopo un lungo periodo nel quale nell'allevamento suino ha predominato la stabulazione senza lettiera ma con lavaggio con acqua delle porcilaie e conseguente forte produzione di liquami, sta progressivamente diffondendosi anche nel caso della suinicoltura la stabulazione su lettiera. Questo consente la produzione di letame, un prodotto meno inquinante e di maggior valore agronomico.[3]
- bovini: per i bovini il materiale più utilizzato è la paglia, la quale secondo varie ricerche è anche ottimale da un punto di vista sanitario. Altri materiali che fungono da lettiera sono la sabbia, i trucioli[4] o il fogliame sia di latifoglie che di aghifoglie, il quale in aree densamente boscate aveva almeno in passato una significativa diffusione.[5]